# Floris Prims
Floris Hubert Lodewijk (Florentinus) Prims (Antwerpen, 3 maart 1882 – aldaar, 26 oktober 1954) was een Belgische schrijver, priester, kanunnik van het Onze-Lieve-Vrouwkapittel en stadsarchivaris te Antwerpen.

## Levensloop
Prims was geboren op het adres Kunstlei 10 (in 1919 omgedoopt naar Frankrijklei) als zoon van natiebaas Karel Prims en Caroline Dieltiens, beiden geboren in Grobbendonk. Hij  volgde humaniora in het Sint-Jozefscollege in Herentals en ging vervolgens naar het seminarie in Mechelen. 
In 1904 werd hij medewerker van het tijdschrift Dietsche Warande en Belfort. Vanaf 1912 werkte hij samen met pater Rutten aan de uitbouw van de Christelijke Arbeidersbeweging in Gent. 
Kort na het uitbreken van de Eerste Wereldoorlog vertrok Prims naar Londen. Daar werd hij aalmoezenier van de Belgische vluchtelingen. Na zijn terugkeer naar België werd hij in oktober 1920 overgeplaatst naar het secretariaat van de Federatie der Studiekringen in Antwerpen. In 1925 werd hij onder burgemeester Frans Van Cauwelaert aangesteld tot stadsarchivaris van de stad Antwerpen. 
Zijn bekendste en omvangrijkste werken zijn: Geschiedenis van Antwerpen in 29 delen en Antwerpiensia in 24 delen. Verder schreef hij nog Geschiedenis van Berchem, De litteekens van Antwerpen en andere aanvullingen op het Antwerpse thema. In 1935 publiceerde hij Karel Theodoor Le Bon, een halve eeuw Kempische geschiedenis, een boek over de Geelse burgemeester Karel Theodoor Le Bon. In 1936 schreef hij Geschiedenis van Borgerhout in opdracht van het gemeentebestuur, ter gelegenheid van de honderdste verjaardag van Borgerhout als onafhankelijke gemeente.
Hij stierf in 1954 op 72-jarige leeftijd en ligt begraven op de begraafplaats Schoonselhof.